# Akademia Rolnicza w Dublanach

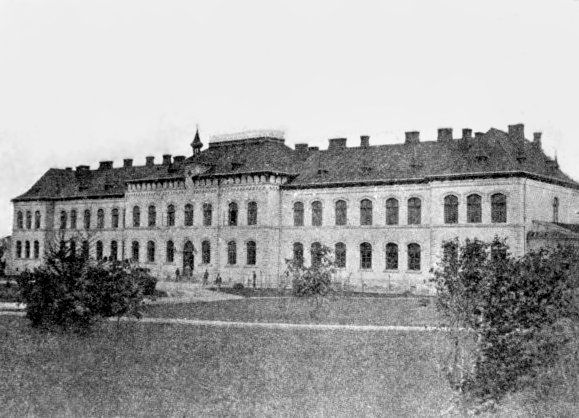
Budynek Akademii Rolniczej w Dublanach

Akademia Rolnicza w Dublanach – polska uczelnia założona w 1856 roku w Dublanach koło Lwowa, później Lwowski Instytut Rolno-Gospodarczy, nstępnie Lwowski Narodowy Uniwersytet Rolniczy.

## Historia
Inicjatorem założenia rolniczej szkoły wyższej na terenie Galicji było powstałe w 1845 roku Galicyjskie Towarzystwo Gospodarskie (GTG) i jej prezes Leon Ludwik Sapieha. Na ten cel zakupiono 1 listopada 1853 oddalony o 8 km od rogatki żółkiewskiej Lwowa, folwark Dublany (707 mórg=407 ha). 9 stycznia 1856 powstała tam prywatna (średnia 3-letnia) Szkoła Gospodarstwa Wiejskiego, a w 1858 otwarto tam Wyższą Szkołę Rolniczą w Dublanach. W tym czasie szkoła posiadała już muzeum przyrodnicze, bibliotekę, kolekcję minerałów i modeli roślin, aparaturę chemiczną i przybory miernicze oraz, jako tymczasowy, budynek szkolny obliczony na trzydziestu słuchaczy, w planach była budowa nowego dla stu uczniów. W Statucie Organicznym Szkoły z 1868 r. poza generalnymi zasadami funkcjonowania szkoły podkreślono, że absolwent musi mieć opanowane metody samodzielnego uczenia się i umiejętność dalszego rozwoju zawodowego. Znajdował się w nim także zakaz jakichkolwiek akcji politycznych, jak również palenia cygar i fajki, a nawet gry w karty. Do 1872 trzyletni kurs nauczania obejmował zajęcia teoretyczne i praktyczne w dziedzinie produkcji roślinnej i zwierzęcej oraz zarządzania gospodarstwem. Kandydatów przyjmowano z ukończonymi niższymi klasami szkoły średniej. W 1872 wprowadzono nowy program, przewidujący dwuletni kurs nauczania, ale dla kandydatów z maturą gimnazjalną. W latach 1856–1878 w szkole pracowało w sumie 31 profesorów i wykładowców, w tym czasie kształciła ona 721 słuchaczy, z czego połowa bo 423, pochodziła z rodzin ziemiańskich.
Od roku 1876 została przejęta i odtąd prowadzona przez galicyjski Wydział Krajowy od 1878 pod nazwą Krajowej Szkoły Rolniczej w Dublanach. Od tego roku nauka w szkole trwała trzy lata. W 1901 roku decyzją ministra rolnictwa Austrii uczelni nadano status akademii i nazwę Akademia Rolnicza w Dublanach. Nie udało się jej natomiast otrzymać prawa doktoryzowania i habilitowania – do końca jej istnienia szkołę kończono z tytułem agronoma. Zadaniem Akademii według statutu z 1901 nadanego przez Wydział Krajowy było oprócz kształcenia przyszłych właścicieli, dzierżawców, administratorów majątków i drobnych posiadaczy ziemskich przygotowanie absolwentów do pracy naukowej. Trzyletni plan studiów zawierał przedmioty podstawowe, specjalistyczne i pomocnicze. Wykłady uzupełniał materiał demonstracyjny, ćwiczenia laboratoryjne, zajęcia praktyczne w uczelnianym folwarku oraz wyjazdy do wzorowych gospodarstw rolnych, młynów, mleczarni, piekarni, niektórych fabryk, na targi i wystawy. Według źródeł amerykańskich w 1906 roku na Akademii pracowało 27 profesorów wykładających: rolnictwo, meteorologię, fizykę i chemię zaś studiowało w niej 82 studentów. Biblioteka szkoły liczyła 6850 woluminów. Przed wybuchem I wojny światowej na Akademię w Dublanach zapisywało się blisko 150 studentów rocznie, w większości z Królestwa Kongresowego. Ogółem w latach 1856–1914 szkołę ukończyło 1360 absolwentów.
Akademia mieściła się w jednopiętrowym budynku, zwanym „gmachem głównym”, który został wzniesiony w roku 1888. Mieściły się w nim sale wykładowe, gabinety profesorskie, parę sal ćwiczeniowych i kancelaria. W pozostałych, wybudowanych w 1900 roku mieściły się laboratoria chemii rolnej, gleboznawstwa, technologii rolniczej, a także stacja chemiczno-rolnicza oraz „internat” („dom mieszkalny słuchaczów” – pisownia oryginalna). Istniał także Ogród Botaniczny ze szklarnią i okazałym stawem.
Po wybuchu I wojny światowej Akademia przerwała pracę. Jej działalność wznowiono w 1916. Jednak z powodu znacznych zniszczeń w czasie wojny polsko-ukraińskiej w 1919 zajęcia powtórnie przerwano. Ze względu na wspomniane zniszczenia zabudowy Akademii w listopadzie 1919 została przyłączona  do Politechniki Lwowskiej wraz z Wyższą Szkołą Lasową we Lwowie (do 1909 Krajowa Szkoła Gospodarstwa Lasowego we Lwowie). Z obydwu uczelni w wyniku rozporządzenia Rady Ministrów z 8 listopada 1919 na Politechnice Lwowskiej utworzono osobny Wydział Rolniczo-Leśny. Wówczas studia leśne odbywały się we Lwowie, natomiast rolnicze w Dublanach.
W latach okupacji sowieckiej 1939–1941 ośrodek w Dublanach działał w ramach Lwowskiego Instytutu Politechnicznego. Po zajęciu Lwowa przez armię niemiecką uczelnia przestała działać, od kwietnia 1942 zaczęto tworzyć nową szkołę, a w sierpniu 1942 rozpoczęły się państwowe rolnicze kursy zawodowe, z niemieckim językiem wykładowym.
Po II wojnie światowej na bazie uczelni decyzją Rady Ministrów ZSRR 30 września 1946 utworzono Lwowski Instytut Rolno-Gospodarczy. Na jego bazie decyzją Rady Ministrów Ukrainy 5 września 1996 utworzono Państwowy Lwowski Uniwersytet Rolniczy, obecnie Lwowski Narodowy Uniwersytet Rolniczy.

## Rektorzy, dyrektorzy
- Erazm Lelowski, 1856–1857
- Maksymilian Żelkowski 1857–1858
- Wojciech Studziński, 1859–1862
- Kazimierz Pańkowski, 1862–1868
- Zygmunt Strusiewicz, 1868–1878
- Juliusz Au, 1878–1879
- Władysław Lubomęski, 1879–1892
- Tomasz Rylski (Ścibor-Rylski) 1892–1894
- Juliusz Frommel 1894–1906
- Józef Mikułowski-Pomorski, 1906–1911
- Kazimierz Jan Miczyński, 1911–1914
- Stefan Pawlik, 1916–1919
- Wołodymyr Snitynski, obecnie

## Pozostała kadra dydaktyczna i naukowa
- Leopold Baczewski – właściciel słynnej lwowskiej fabryki wódek i likierów.
- Stanisław Antoni Chaniewski – polski hodowca, poseł na Sejm II RP
- Stefan Dąb-Biernacki – polski generał dywizji WP II RP
- Stefan Tytus Dąbrowski – polski lekarz, biochemik i polityk, profesor
- Ludwik Finkel – polski historyk, bibliograf, profesor i rektor Uniwersytetu Lwowskiego, profesor
- Stanisław Grabski – polski polityk, ekonomista, poseł na Sejm Ustawodawczy oraz I kadencji w II RP,
- Emil Godlewski – polski botanik, chemik rolny, twórca polskiej szkoły fizjologii roślin, profesor
- Stanisław Goliński – polski botanik, asystentem przy katedrze botaniki AR w Dublanach
- Marian Górski – polski chemik rolny i gleboznawca, kierownik stacji chemiczno-rolniczej i Stacji torfowej na Akademii Rolniczej w Dublanach, rektor Szkoły Głównej Gospodarstwa Wiejskiego, profesor
- Janusz Henryk Pobóg-Gurski – technik rolnictwa, specjalista w dziedzinie stosowania płodozmianu
- Jan Hebenstreit – polski leśnik
- Stanisław Jełowicki – polski zootechnik, kierownik Zakładu Hodowli Owiec na AR w Dublanach
- Adolf Joszt – polski profesor technologii chemicznej, prekursor biotechnologii i ochrony środowiska, kierownik Stacji fermentacyjnej w Akademii Rolniczej w Dublanach
- Zygmunt Kahane – polski zoolog, profesor hodowli ogólnej, zoologii ogólnej, anatomii, fizjologii i histologii zwierząt oraz hodowli szczegółowej konia w Wyższej Szkole Rolniczej w Dublanach
- Stanisław Wincenty Kasznica – statystyk, prawnik, późniejszy rektor Uniwersytetu Poznańskiego
- Mieczysław Kowalewski – polski zoolog i parazytolog, miłośnik i znawca Tatr, profesor
- Seweryn Krzemieniewski – polski botanik, rektor Uniwersytetu Lwowskiego, profesor
- Marian Łomnicki – polski geolog i zoolog, Doktor Honoris Causa Uniwersytetu Lwowskiego, kustosz Muzeum im. Dzieduszyckich we Lwowie, profesor
- Karol Malsburg – polski zootechnik, profesor
- Kazimierz Adam Miczyński (junior) – polski botanik i genetyk, kierownik Zakładu Hodowli Roślin na AR w Dublanach, profesor
- Józef Paczoski – polski botanik, badacz flory Puszczy Białowieskiej, twórca teorii pantopizmu i podstaw fitosocjologii, profesor
- Mieczysław Pańkowski – polski zootechnik, profesor
- Jan Gwalbert Pawlikowski – polski ekonomista, publicysta i polityk, historyk literatury, jeden z pionierów ochrony przyrody, profesor
- Zbigniew Pazdro – polski prawnik; znawca prawa administracyjnego, ekonomista i działacz polityczny, profesor
- Gustaw Piotrowski – polski lekarz, fizjolog, profesor fizjologii Akademii Weterynaryjnej we Lwowie
- Marian Raciborski – polski botanik, jeden z pierwszych w Polsce paleobotaników, kierownikiem katedry na AR w Dublanach, profesor
- Henryk Romanowski – polski ekonomista rolny, profesor
- Karol Różycki – polski zootechnik, profesor
- Rudolf Różycki – polski prawnik
- Stanisław Sokołowski – polski leśnik, pionier ochrony przyrody w Tatrach
- Bolesław Świętochowski – polski twórca fundamentalnej w naukach rolniczych specjalności – ogólna uprawa roli i roślin, kierownik Wydziału Rolniczo-Lasowego na AK w Dublanach, profesor
- Ernest Till – polski prawnik, na uczelni prowadził wykłady z prawa rolnego, profesor
- Aleksander Tychowski – polski technolog rolny, kierownik Katedry Technologii Rolniczej w Dublanach
- Władysław Tyniecki – polski leśnik, botanik, założyciel ogrodu botanicznego przy AR w Dublanach, profesor
- Tadeusz Wilczyński – polski botanik, profesor, znawca flory Karpat Wschodnich, asystent Stacji Chemiczno-Rolniczej na AK w Dublanach
- Edmund Załęski – polski chemik, agrotechnik, hodowca roślin, profesor
- Jan Zawidzki – polski fizykochemik, rektor Politechniki Warszawskiej, kierownik katedry chemii ogólnej na AR w Dublanach, profesor.
- Maksymilian Żelkowski – polski agronom, wykładowca teorii i praktyki rolnictwa, a także arytmetyki i geometrii w Wyższej Szkole Rolniczej w Dublanach, profesor

Tutejszym duszpasterzem akademickim był m.in. Serafin Kaszuba – polski zakonnik kapucyn (franciszkanie), Sługa Boży. Natomiast lekarzem przy uczelni Władysław Jasiński, a kuratorem Akademii Dawid Abrahamowicz.

## Polscy absolwenci Akademii Rolniczej w Dublanach
- Franciszek Abgarowicz – profesor SGGW i dyrektor Instytutu Zootechniki
- Stefan Alexandrowicz – profesor WSR w Poznaniu
- Stanisław Bac – profesor WSR we Wrocławiu
- Adam Brzechwa-Ajdukiewicz – generał brygady WP
- Józef Ciemnodoński – dyrektor Lwowskiej Izby Rolniczej
- Jan Cieński – ksiądz katolicki, od 1967 jedyny (tajny) biskup katolicki na powojennych obszarach Ukrainy
- Władysław Czaykowski – profesor WSR w Szczecinie[potrzebny przypis]
- Bogdan Dobrzański – profesor WSR w Lublinie i rektor tej uczelni
- hr. Wojciech Dzieduszycki – dyrektor Zakładów Młynarskich we Wrocławiu, artysta
- Jan Fedyk – organizator oświaty rolniczej, kółek rolniczych i spółdzielczości wiejskiej w powiecie wrzesińskim[5]
- Marian Górski – chemik rolny i gleboznawca, kierownik stacji chemiczno-rolniczej i Stacji torfowej na Akademii Rolniczej w Dublanach, rektor Szkoły Głównej Gospodarstwa Wiejskiego
- Władysław Herman – profesor SGGW
- Bolesław Iwicki – ichtiolog, właściciel majątku Brzozówka i Parolice
- Bronisław Janowski – agronom, botanik
- Stanisław Jełowicki – profesor WSR w Krakowie
- Zygmunt Kahane – zoolog
- Czesław Kanafojski – profesor SGGW
- Jan Kielanowski – profesor SGGW, dyrektor Instytutu Fizjologii i Żywienia Zwierząt PAN w Jabłonnie
- Jan Krzaklewski – zarządca majątków ziemskich
- Ludwik Kuryłło – agronom, kasjer dóbr dzikowskich hr. Tarnowskich
- Zdzisław Ludkiewicz – ekonomista rolny, rektor Szkoły Głównej Gospodarstwa Wiejskiego (SGGW), minister reform rolnych w II RP
- Alojzy Machalica – nauczyciel, polityk, poseł na Sejm w latach 1938–1939, działacz społeczny i samorządowy
- Stanisław Maciołowski – zarządca majątków ziemiańskich, porucznik rezerwy kawalerii Wojska Polskiego
- Aleksander Martyniak – profesor WSR w Olsztynie
- Jan Mazaraki – profesor WSR w Szczecinie
- Kazimierz Adam Miczyński (junior) – profesor WSR w Krakowie
- Jerzy Mularski – działacz niepodległościowy
- Arkadiusz Musierowicz – profesor SGGW
- Kazimierz Pańkowski – profesor, zootechnik, autor licznych publikacji z zakresu hodowli zwierząt
- Mieczysław Pańkowski – zootechnik, profesor w Bydgoszczy i Poznaniu
- Stefan Plewiński – działacz społeczny
- Włodzimierz Puchalski – fotografik
- Franciszek Rawita-Gawroński – historyk, powieściopisarz
- Henryk Romanowski – profesor UMCS i WSR w Lublinie
- Władysław Rożen – generał brygady WP, komendant Związku Strzeleckiego
- Adam Skoczylas – profesor SGGW
- Władysław Slaski – ziemianin, działacz społeczny i gospodarczy
- Wanda Szczepuła – profesor Politechniki Gdańskiej
- Aleksander Tychowski – profesor WSR we Wrocławiu
- Tadeusz Wilczyński – profesor, botanik, znawca flory Karpat Wschodnich
- Dominik Witke-Jeżewski – kolekcjoner i mecenas sztuki
- Emil Wollman – profesor WSR we Wrocławiu
- Ludwik Wolski – poeta, agronom, zamordowany w czasie wojny polsko-ukraińskiej w 1919 r.
- Adam Wondrausz – profesor WSR w Lublinie
- Michał Wójcicki – profesor WSR w Krakowie
- Maria Wszelaczyńska – profesor Akademii Medycznej w Gdańsku
- Karol Zaleski – profesor Uniwersytetu w Poznaniu, fitopatolog

Z Akademią w Dublanach związany był także m.in. Władysław Leon Sapieha, Ludwik Garbowski, Wilhelm Kamienobrodzki.

## Ukraińscy studenci i absolwenci Akademii Rolniczej w Dublanach
- Stepan Bandera